# Pomponio Leto
Julius Pomponius Laetus ou Giulio Pomponio Leto (Calábria, 1425 – Roma, 9 de Junho de 1498) foi um humanista italiano. 
Terá sido um dos primeiros revitalizadores das novas academias, fundando aquela que veio a chamar de Academia Pomponiana, em Roma
ou simplesmente Academia Romana.